# Ciechostowice
Ciechostowice [t͡ɕɛxɔstɔˈvit͡sɛ] est un village polonais, dans le Powiat de Szydłowiec et dans la voïvodie de Mazovie dans le centre-est de la Pologne.
Il est situé à environ 9 kilomètres au sud-ouest de Szydłowiec et à 118 kilomètres au sud de Varsovie.

Sa population compte 892 habitants en 2006.